# جايسون بيكيت
جايسون بيكيت هو لاعب هوكي جليد كندي، ولد في 23 يوليو 1980 في ليثبريدج في كندا.

## وصلات خارجية
- جايسون بيكيت على موقع دوري الهوكي الوطني (الإنجليزية)
- جايسون بيكيت على موقع EliteProspects.com (الإنجليزية)
- جايسون بيكيت على موقع HockeyDB.com (الإنجليزية)